# ブラント報告書
ブラント報告書（ブラントほうこくしょ、Brandt Report）は、ヴィリー・ブラントが議長を務めた独立国際開発問題委員会の最初の報告書で、1980年に発表された。独立国際開発問題委員会は、国際開発問題を検討する目的で1977年に設立され、元ドイツ首相が当時世界銀行総裁であったロバート・マクナマラによって委員長に選ばれた。1980年の報告書の結果は、1983年の第2報告書に続き、グローバル・ノースとグローバル・サウス の経済発展における大きな格差を理解する基盤を提供した。

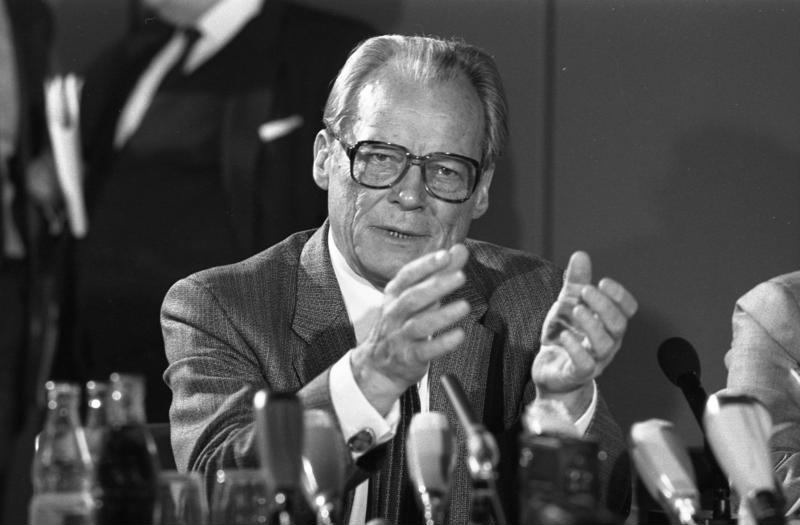
ヴィリー・ブラント 1982, ブラント報告書の作成者

ブラント報告書は、主に生活水準の大きな格差が世界の北南格差 に沿って存在しており、そのため先進国から開発途上国への大規模な資源移転が必要であることを示唆している。分割線の北側の国々は製造品の貿易に成功しているため非常に裕福である一方、南側の国々は中間財の貿易に依存しており、輸出収入が低いため貧困に苦しんでいる。ブラント委員会は、北側のインフレと失業を最小限に抑えつつ、南側の成長を促進し、資源を移転する新たな国際的開発イニシアティブを構想した。同委員会は、社会的・経済的・政治的要素を組み合わせ、従来の国家・国際安全保障上の関心とも統合した多元的視点に基づいて議論を構築した。ブラント以外の委員としては、森春樹、ジョー・モリス、オロフ・パルメ、ピーター・G・ピーターソン、シュリダス・ランパルがいた。
ブラント線は、経済に基づく北南格差を視覚的に示したもので、一人当たり国内総生産に基づき、1980年代にヴィリー・ブラントによって提案された。緯度30°N付近を通って世界を一周し、北アメリカと中央アメリカの間、アフリカ北部、中東、東アジアの大部分の北側を通るが、日本、オーストラリア、ニュージーランドは線の上に含まれるように南側に下げられている。

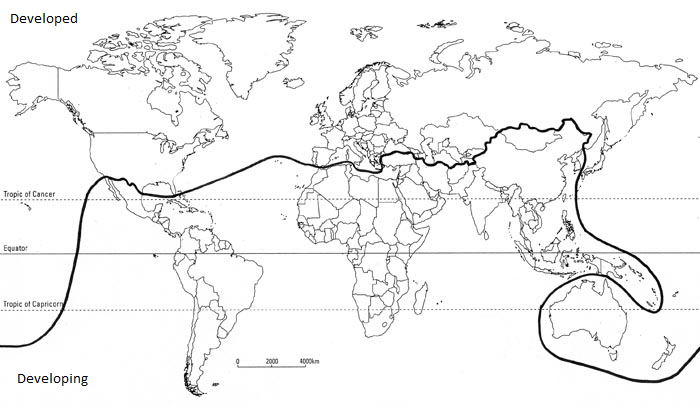
ブラント線, 世界を先進国の北と発展途上の南に分ける

ブラント委員会の最初の報告書が発表されてから約20年後、1980年から1987年までブラント委員会で情報局長を務めたジェームズ・クイリガンによって更新された。彼の更新報告書は「ブラント方程式」と呼ばれた。